# 喜屋武城
喜屋武城（きゃんぐすく）は、沖縄県うるま市喜仲四丁目にある琉球王国時代の城跡（グスク）である。

## 概要
別名「喜屋武マーブ」、「仲嶺マーブ」または「火打嶺」（ひうちみね）とも呼ばれている。地元では「喜屋武マーブ」の呼称がなじみ深い。海上を見張らすため、首里王府が琉球国内各地の要所に遠見番を置いて、御冠船、進貢船、薩摩船の入港を王府に通報する烽火台を設置しており、火立（ひたちー）があった場所でもある。烽火台は、現在のうるま市内には宮城島、平安座島、平敷屋、喜屋武城にあり、喜屋武城は「火打ち城」とも呼ばれていた。
現在、喜屋武城跡は「喜屋武マーブ公園整備事業」によって「喜屋武マーブ公園」として整備され、バスケットコートやテニスコート・遊具施設などのほか、広場や展望台が設置されている。

## 歴史
喜屋武城は、中北山系の安慶名大川按司一世の四男が築城したもので、同地に派遣されて喜屋武按司と名乗ったとされている。
第一尚氏の尚泰久王時代に、勝連城主であった阿麻和利が謀反を起こして中城城の護佐丸を討ち、さらに首里城の中山王までも亡ぼそうと企んだ（護佐丸・阿麻和利の乱）。この阿麻和利を討ったのが喜屋武按司の大城賢雄で、その後大城は越来按司に任じて越来城を居城としていたが、第二尚氏初代の尚円王に攻められ、最期は知花城の中腹にある洞窟に追い込まれ、火攻めの末に殺されたとされている。
大川按司は喜屋武グスクを拠点として周辺一帯に勢力を拡大していったため、これを警戒した首里王府の軍に討伐され、廃城になったと言われている。

## 特徴
現在、城跡内には1か所の拝所が残っており、「マアブノ嶽」といわれている。この嶽は神名を「イシヅカサノ御イベ」と名づけられ、上江洲ノロが拝祀するところと記録されている。同所では城の守護神のために毎年祭祀などが執り行われていたという。城跡の南側には、大きな岩石が割られたような長い岩穴が見える場所がある。これは非常の時の逃げ穴であったといわれ、出口は泡瀬の方にあった。
明治時代末期頃までは、石垣など城としての面影が残っていたが、大正時代に泡瀬の海中道路を整備した際に、城壁の石垣は崩されて道路整備などに使われたという。現在では城郭さえ見ることができない。

## 位置
喜屋武グスク跡は沖縄本島中部の東、旧・具志川市仲嶺に位置し、県道36号線に沿うように走り、南東に細長い。グスク頂部は広い平坦地となっている。西は集落側に向かって緩やかな斜面となって流れ、南は険しい傾斜をなしている。城跡の辺りは旧具志川市では一番高い台地になっており、標高は103メートルあり、面積はおよそ1万坪ほどと推定される。城跡からは中城湾を一望でき、左の方には勝連半島から津堅島が見え、太平洋上に浮かぶ神話の島ともいわれている久高島が見える。旧具志川市内には安慶名城跡（国の史跡）をはじめ、天願グスク、兼箇段グスク、具志川グスク、江洲グスクが存在する。また、旧具志川市の東、勝連半島中央部には巨大な勝連グスクが存在し、喜屋武グスクは勝連グスクを支えていたと考えられる。

## 出土品
喜屋武グスクの詳細範囲確認の遺構調査では、以下の遺物が出土した。
- 第1層 - 土器・中国製青磁白片
- 第2層 - 遺物の出土3,083点
- 第3層 - グスク土器・徳之島の亀焼（カムィヤキ）土器片
- 第5層 - グスク土器・フェンサ下層式土片等

土器は、くびれ平底土器片（フェンサ下層式土器片）3,460点が検出された。徳之島の亀焼土器片は97点出土し、器（うつわ）は鉢形と壺型の2種類で後者が多い。外面に波状沈線文が見られる初期（12世紀）の亀焼土器片も出土している。他に石器、貝製品・中国古銭が出土した。